# Alipate Ratini

a Compétitions nationales et continentales officielles uniquement.

b Matchs officiels uniquement.
Dernière mise à jour le 21 novembre 2017.
Ratu Alipate Ratini, né le 17 février 1991 à Namosi dans les îles Fidji, est un joueur fidjien de rugby à XIII, de rugby à XV et de rugby à sept qui évolue au poste d'ailier à l'AS Béziers Hérault.

## Biographie

### Début de carrière sportive
Alipate Ratini naît à Namosi dans les îles Fidji. Sportif, il pratique le sprint, devenant champion national fidjien au 100 mètres, son record personnel est de 10,7 s. 
Il pratique également le rugby à XIII et débute avec le club des Nabua Broncos avant de rejoindre le club australien des Cronulla Sharks en 2013 pour jouer dans la National Rugby League,. En 2011, il participe au Championnat du monde junior avec l'équipe des Fidji, disputant trois matchs de la compétition et marquant un essai. En octobre 2012, il connaît également des sélections avec l'équipe des Fidji de rugby à sept avec qui il dispute l'étape australienne des IRB Sevens World Series. Les Fidjiens remportent alors cette première étape en dominant la Nouvelle-Zélande en finale sur le score de 32 à 14.

### FC Grenoble (2013-2015)
Il rejoint pour la saison 2013-2014 le centre de formation du FC Grenoble avec qui il signe un contrat espoir.
Il permet au FC Grenoble de terminer l’année 2013 par une victoire à domicile contre le champion de France Castres, et de commencer l’année 2014 par une victoire à l’extérieur chez le champion d’Europe Toulon, grâce à des essais en fin de rencontre.
Il est pour la première fois sélectionné avec l'équipe des Fidji de rugby à XV pour les tests de novembre 2014. Titulaire dès le premier match contre la France, il inscrit son premier essai en sélection.
Blessé en avril au tendon d'achille, il entâme une rééducation au centre de Capbreton. Lors de ce séjour, il se voit reprocher par le centre un retour tardif et alcoolisé. Le 15 juillet 2015, le FC Grenoble annonce, après l'avoir longuement fait patienter, le licenciement d'Alipate Ratini pour « multiples manquements, portant atteinte aux intérêts et à l'image du club ».

### Stade rochelais (2015-2016)
Fin juillet 2015, Alipate Ratini, via son compte Facebook, dévoile son équipement fourni par l'équipe fidjienne pour une pige d'un peu plus d'un mois.
La signature de Alipate Ratini à l'Atlantique stade rochelais jusqu'à la fin de la saison de Top 14 est annoncée le 7 janvier 2016 sur le site internet du club maritime. Toutefois, celle-ci nécessite un visa de travail, l'obtention de celui-ci étant retardée par les problèmes administratifs liés au cyclone Winston qui frappe l'archipel des Fidji le 21 février. Après un nouveau problème, du côté du Stade Rochelais, son arrivée se fait finalement au cours du mois d'avril. Le quotidien sportif L'Équipe annonce le 5 mai que Ratini ne devrait finalement pas rejoindre La Rochelle, information contre-dite quelques jours plus tard où son arrivée est alors officialisée par l'entraîneur de l'équipe, Patrice Collazo. Il arrive finalement au club mi-mai pour disputer trois journées de championnat après avoir été annoncé mi-janvier.

### Stade français (2016)
Alipate Ratini arrive ainsi au Stade français avec un passif de joueur licencié du FC Grenoble. Son directeur sportif, Gonzalo Quesada déclare à son arrivée « il n’aura pas le moindre joker. À la moindre sortie de route, il ne pourra pas continuer avec nous. » Il joue son premier match de Top 14 sous ses nouvelles couleurs face à son ancien club de Grenoble. Mais quelques jours plus tard, il est convoqué par Thomas Savare son président pour un « rappel à l'ordre ». En décembre 2016, le Stade français se séparer du joueur.

### USA Perpignan (2017)
En janvier 2017, l'USA Perpignan a officialisé la signature de l'ailier fidjien jusqu'à la fin de la saison en tant que joueur supplémentaire. Attendu depuis plusieurs semaines par l'USAP, il a rejoint la Catalogne après l'ultimatum du président François Rivière. En août, alors qu'il lui reste une saison de contrat, l'USAP annonce avoir décidé, d'un commun accord avec Alipate Ratini, de résilier le contrat de l'ailier fidjien. Le club catalan a évoqué "des raisons personnelles inhérentes à sa santé".

### AS Béziers (2017-2018)
En novembre 2017, il s'engage avec Béziers, en tant que joueur supplémentaire jusqu'à la fin de saison. Il est ensuite limogé à l'issue de la saison 2018, pour de problèmes liés au comportement non sportif.
(2018-)
Ratini retourne au FIJI afin d'être policier (Bula). 

## Palmarès
- Vainqueur de l'étape australienne des IRB Sevens World Series en 2012